# Suzuki Samurai
Le Suzuki Samurai est un petit véhicule tout-terrain du constructeur automobile japonais Suzuki produit de 1985 à 2003. C'est la version européanisée de la seconde génération du Jimny sortie entre 1981 et 1998.

## Histoire
Il a pour ancêtre le LJ80 à moteur 800 cm3 à carburation horizontale ;
- le SJ410 à moteur 1 litre (970 cm³ 45cv) à carburation horizontale (1985-1995);
- le SJ413 à moteur 1 324 cm³ 8 soupapes à carburation verticale double corps (1989-1994) puis 1 298 cm³ à injection monopoint 1.3i 69 ch (1995-2001) et enfin 1.3i 80 ch à injection multipoint (2001-2003).
- le SJ419 à moteur turbodiesel PSA de 1 905 cm³ 63 CH / 46 KW (moteur XUD9T) (1998-2001)[1].

Les premiers modèles étaient produits sous licence en Espagne par le constructeur Santana Motor et Suzuki ne les importait pas en France ; il était toutefois possible d'en trouver chez quelques importateurs. En perte de compétitivité, en 1986 Santana se tourne vers le japonais Suzuki et signe un accord de coopération afin de fabriquer localement pour le marché européen des véhicules sous licence comme les Suzuki SJ et Suzuki Samurai. Cet accord permet surtout à Suzuki d'obtenir le label "Produit communautaire" et éviter ainsi le contingentement imposé, à l'époque, par la Communauté Européenne aux fabrications nipponnes. La marque commerciale utilisée était Suzuki Santana. La collaboration se poursuivit jusqu'au Suzuki Vitara.
Les derniers Suzuki Samurai datent au plus tard de 2003. Ils étaient fournis avec un moteur essence 1,3 L à injection multipoints ou avec un 1.9 D 62 ch d'origine Renault (2001-2004). Ce dernier était un diesel atmosphérique Renault F8Q de 1 870 cm³, muni d'une pompe à injection électronique, que certains ont remplacée par une pompe mécanique pour des raisons de fiabilité. 
Le Jimny de troisième génération a succédé au Samurai.

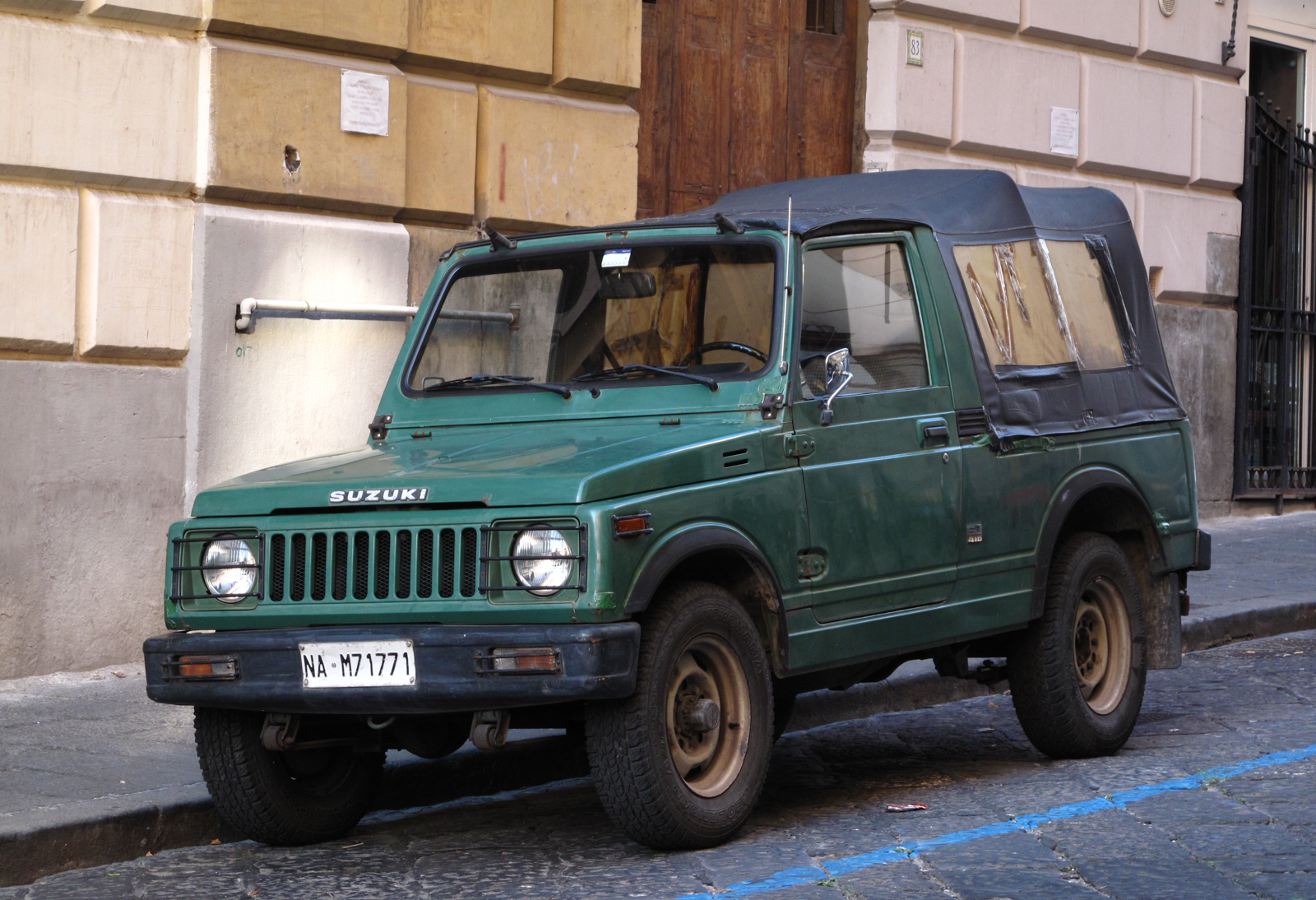
Suzuki Santana SJ 410 de 1985
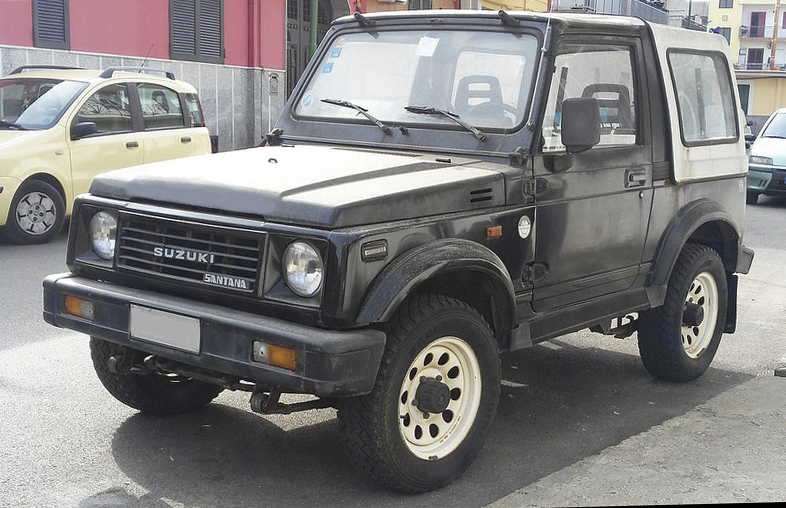
Suzuki Santana Samurai de 1990
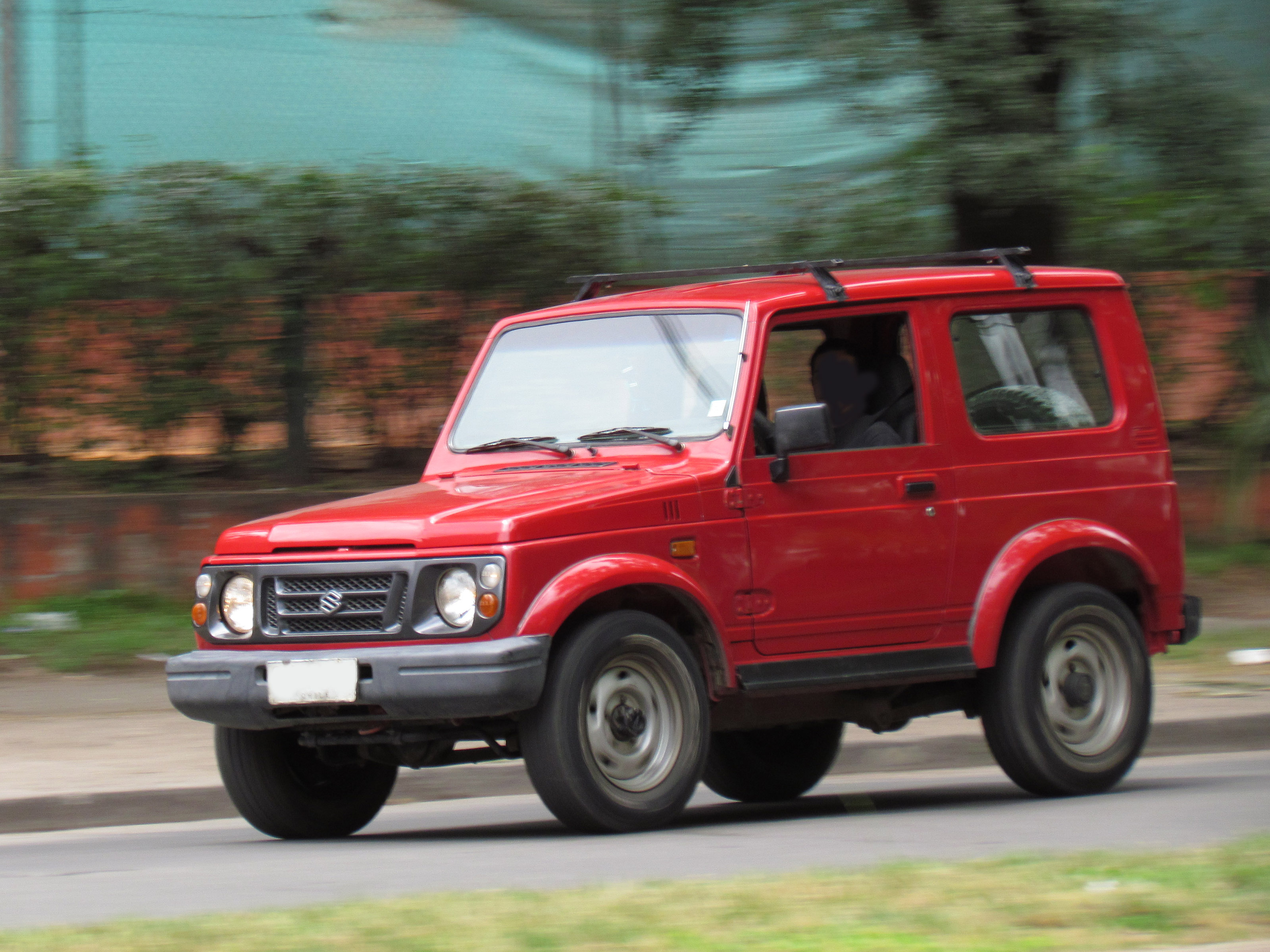
Suzuki Samurai II de 1998
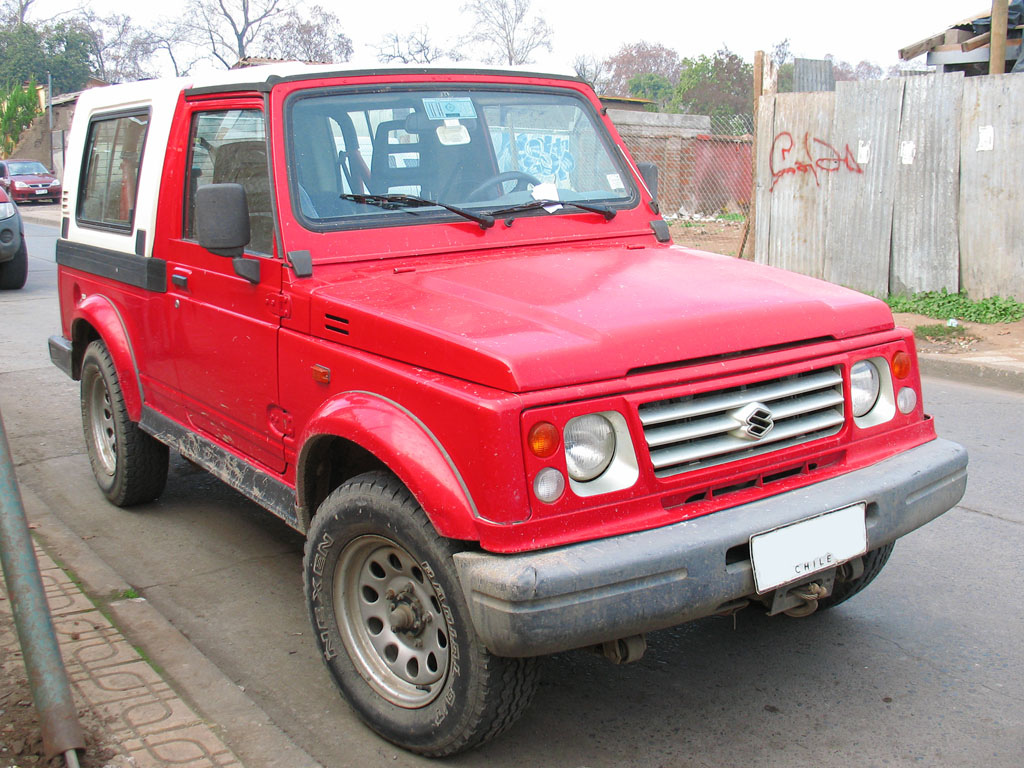
Suzuki Samurai II 1.9 TD 2001